# Penka Sztojanova
Penka Sztojanova (bolgárul: Пенка Стоянова) (Plovdiv, 1950. január 21. – Plovdiv, 2019. augusztus 16.) olimpiai és Európa-bajnoki ezüstérmes bolgár kosárlabdázó.

## Pályafutása
A Marica Plovdiv csapatával három bolgár bajnoki címet, négy-négy ezüst- és bronzérmet szerzett. 1979-ben és 1980-ban Ronchetti-kupa-döntős volt az együttessel.
A bolgár válogatottban 580 alkalommal szerepelt, ahol 1974 és 1981 között csapatkapitány is. Tagja volt az 1976-os montreáli olimpián bronz-, az 1980-as moszkvain ezüstérmet szerző csapatnak. Nyolc Európa-bajnokságon vett részt. Az 1972-es várnai tornán ezüst-, az 1976-os Clermont-Ferrand-in bronzérmes lett.

## Sikerei, díjai
- Olimpiai játékok
  - ezüstérmes: 1976, Montréal
  - bronzérmes: 1980, Moszkva
- Európa-bajnokság
  - ezüstérmes: 1972
  - bronzérmes: 1976